# Щербатов, Григорий Алексеевич
Князь Григо́рий Алексе́евич Щерба́тов (20 декабря 1819, Монпелье — 4 ноября 1881, Генуя) — действительный статский советник из рода Щербатовых, попечитель Санкт-Петербургского учебного округа,  петербургский губернский предводитель дворянства.

## Биография
Родился 20 декабря 1819 года в Монпелье. Старший сын московского генерал-губернатора князя Алексея Григорьевича Щербатова и его второй супруги Софии Степановны, урождённой Апраксиной.
Получив блестящее домашнее образование, в 1835 году поступил на юридический факультет Императорского Санкт-Петербургского университета, который окончил в 1838 году со степенью кандидата.
В 1839 году определился в Киевский гусарский полк и в том же году был прикомандирован к Кавалергардскому полку. В 1842 году перешёл на гражданскую службу старшим советником Московского губернского правления. В 1848 году перешёл в Министерство народного просвещения и был назначен помощником попечителя Московского учебного округа. В 1850 году стал помощником попечителя Санкт-Петербургского учебного округа и занимал эту должность до апреля 1855 года. А. В. Никитенко писал в своих «Мемуарах» 2 января 1855 года:
Позже приехал князь Щербатов, помощник нашего попечителя. Это умный человек. Он отлично знает нашу часть, особенно гимназии, которые он неоднократно осматривал и изучал. Он говорит, что со времени введенных Шихматовым изменений они начали быстро падать. Я не раз пытался внушить Аврааму Сергеевичу желание с ним сблизиться, но тот, не знаю почему, от него пятится.

### Крымская кампания
С началом Крымской войны во Владимирской губернии было организовано государственное подвижное ополчение, в состав одной дружины которого были определены крестьяне из имений Софьи Александровны, жены князя Щербатова. Приказом 1 мая 1855 года Григорий Алексеевич был определён в дружину № 122, с переименованием в капитаны. Приказом начальника ополчения 21 мая того же года он был назначен командующим этой дружиной и оставался с нею до апреля 1856 года. 15 июля во время смотра дружины генерал-майором свиты Астафьевым командующему дружиной капитану камер-юнкеру князю Григорию Алексеевичу Щербатову было объявлено монаршее благоволение «об успешном сформировании и удовлетворительном состоянии по строевой части.» 26 октября дружина прибыла в город Цибулев к Средней армии и вошла в состав Ладожского резервного егерского полка.
Командуя дружиной, чтобы ободрить людей, большую часть похода совершал пешком и каждый вечер на ночлеге объезжал все деревни, в которых дружина была расквартирована, дабы убедиться лично, что люди размещены и накормлены. Одну роту он вооружил на свои средства бельгийскими штуцерами. К концу похода из собравшейся экономической суммы ополченцы были доставлены из Киевской губернии во Владимирскую на подводах, и оставшиеся деньги розданы им по рукам.

### Попечитель Санкт-Петербургского учебного округа

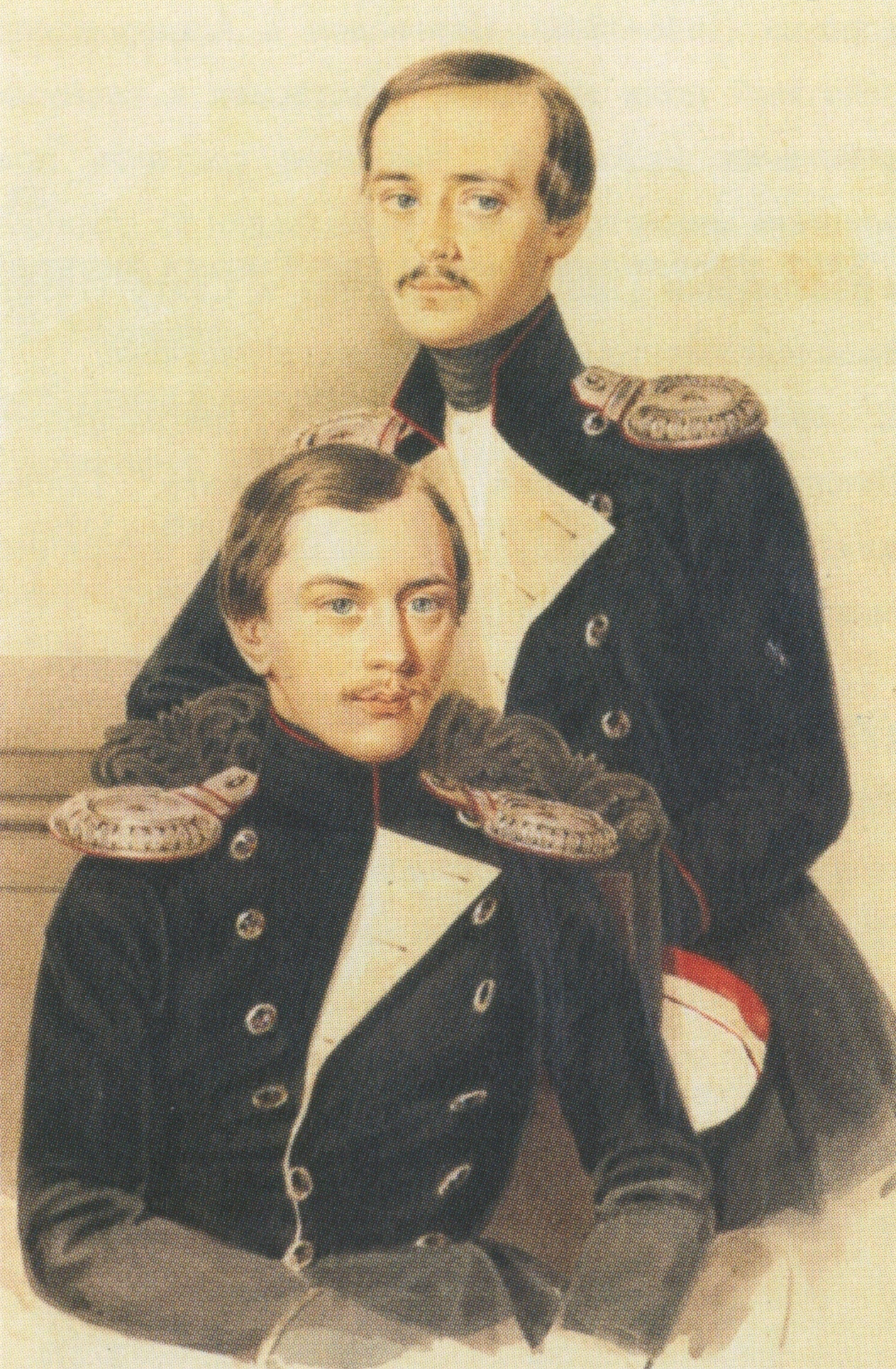
Корнеты Кавалергардского полка Николай Николаевич Бахметев и князь Григорий Алексеевич Щербатов, кисти Александра Ивановичи Клюндера, 1840-е. Ранее – портрет неизвестных офицеров; портрет М. Ю. Лермонтова и А. Н. Карамзина

26 августа 1856 года князь Григорий Алексеевич был назначен попечителем Санкт-Петербургского учебного округа и оставался в этой должности до 18 июля 1858 года, когда по прошению был уволен от службы. Самостоятельная деятельность Щербатова в качестве попечителя округа была непродолжительна, тем не менее она осталась в истории университета. Д. А. Милютин писал:
Новый попечитель университета князь Григорий Алексеевич Щербатов - человек просвещенный, развитой, с современными воззрениями, круто повернул дело на новый путь: студентам предоставлена была большая самостоятельность в занятиях; отменен строгий надзор за посещением ими лекций, сокращены экзамены; с другой стороны, старался он поднять нравственный и научный уровень студентов, допустив между ними корпоративную организацию, для чего разрешено было завести студенческую библиотеку, читальни, кассу для воспособления бедным товарищам. …Вместе с тем завелись литературные собрания, положено основание изданию сборника студенческих произведений и т.д.
Вскоре после назначения Григорий Алексеевич поднял вопрос о пересмотре и переработке университетского устава 1835 года. Им составлен был новый проект устава, и хотя последний ещё не был тогда утверждён окончательно, некоторые предложенные в нём изменения начали осуществляться уже с 1859 года. Впоследствии проект должен был пройти законодательные инстанции и наконец, по рассмотрении в Государственном Совете, в июне 1863 года был утверждён императором и вступил в действие как устав для всех российских университетов. Щербатов не оставил без внимания и средние и низшие школы, уставы которых также были представлены им в проектах.
Так как университет не имел средств, чтобы посылать молодых учёных для продолжения образования заграницу, Щербатов из своих личных средств предоставил Петербургскому университету стипендию для этой цели, рассчитанную на два года.
Он остался редким примером, как истинный «попечитель», действовавший не только властью, но и заботливым участием к молодому поколению, которое по самой молодости так склонно к увлечениям и ошибкам и, по недостатку опыта, так нуждается в том, чтобы университет был для него действительно alma mater. Университет умел ценить высокие качества Щербатова, и в 1858 году он был избран им в почётные члены.

### Цензурный комитет
В качестве попечителя Санкт-Петербургского учебного округа Щербатов также занимал пост председателя Санкт-Петербургского цензурного комитета. С наступлением эпохи великих реформ появилась потребность определённой свободы для общественного мнения и литературы, но, с другой стороны, была ещё крепка цензурная рутина прежних времен. Вместе с князем П. А. Вяземским Щербатов старался защищать, насколько то было возможно, печатное слово от тяготевших на нём цензурных стеснений. Разделяя просвещённые взгляды графа С. С. Уварова, он старался управлять округом, основывая свою деятельность не на полицейских мерах, а на обращении к лучшим сторонам человечества, и в особенности оказывая молодежи доверие и развивая в ней чувство ответственности. Не разделяя консервативной политики министра П. А. Ширинского-Шихматова, Щербатов в 1858 году подал в отставку с поста попечителя округа.

### Государственная и общественная деятельность
С 1861 по 1864 годы Щербатов состоял Санкт-Петербургским губернским предводителем дворянства. В это время вспыхнуло польское восстание; ряд стран Европы прислали угрожающие дипломатические ноты; тогда князь Щербатов в собрании С.-Петербургского дворянства произнес горячую речь в ответ на действие иностранных держав и вызвал из среды представителей дворянства самый воодушевляющий ответ: было решено составить записку, в которой изъявить все негодование С.-Петербургского дворянства на неслыханную дерзость держав, вмешавшихся во внутренние дела России, и готовность жертвовать собой, чтобы дать им надлежащий отпор. Записка эта была отправлена через министра внутренних дел министру иностранных дел князю Горчакову для передачи императору Александру. По окончании первого трехлетия предводительства князь Григорий Алексеевич отказался вторично баллотироваться.
Вскоре князь Щербатов был выбран гласным в Санкт-Петербургскую городскую думу, в первые выборы по преобразованию городского положения в 1870 году, и в продолжение нескольких лет принимал деятельное участие в городском самоуправлении.
К это же время князь Щербатов интересуется земской деятельностью. С 1864 года Григорий Алексеевич председательствовал в Санкт-Петербургском собрании сельских хозяев, одним из основателей которого был сам, причем, занимая эту общественную должность, старался создать из названного собрания нечто вроде земского клуба для предварительной дебатировки в публичных и всем доступных заседаниях более важных общественных вопросов.
Один из учредителей комиссионерства «Работник», учреждённого для распространения в России усовершенствованных сельскохозяйственных машин.
Вступив в конце 40-х годов в управление наследственными имениями, Щербатов отменил дворню и барщину и занялся организацией крестьянского самоуправления. В имениях, управляемых им, крестьяне пользовались всей землёй без исключения за определённый оброк; бурмистр назначался из их же среды, и ни разу князь Щербатов не пригласил управляющего из иностранцев (как было тогда в моде) или из посторонних людей. В его имениях им были устроены ссудосберегательные кассы; рекрутский набор производился по строго определённой системе жеребьёвки; телесное наказание было отменено.
С 1863 по 1866 год был членом Попечительского совета заведений общественного призрения в Санкт-Петербурге.
Из-за болезни последние годы своей жизни князь Григорий Алексеевич был вынужден провести за границей. Скончался в Генуе 4 ноября 1881 года; был похоронен на 3-м участке кладбища Донского монастыря в Москве.
Помещик Московской, Саратовской и Екатеринославской губерний, имел 4.0000 тысячи крепостных крестьян.

## Семья

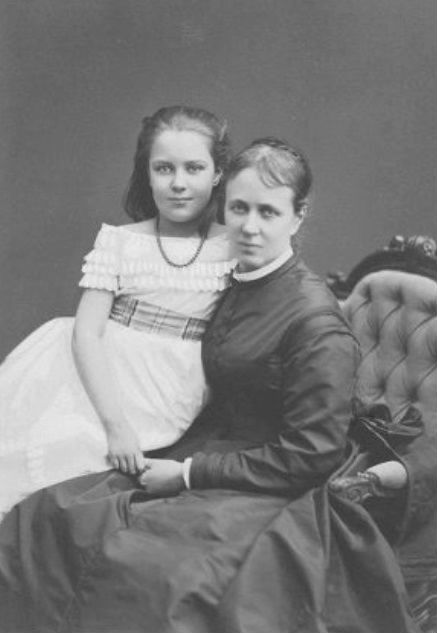
Софья Александровна с дочерью Марией

Князь Григорий Алексеевич был женат на Софье Александровне Паниной (1825—12.06.1905), дочери графа Александра Никитича Панина и Александры Сергеевны Толстой, внучке графа Никиты Петровича Панина. Княгиня Софья Александровна посвятила себя благотворительной деятельности. В наследство от матери она получила имение Марьино (Васильевское). По отзывам современника, княгиня Щербатова:
Представляла собою полный контраст с другими петербургскими дамами. Несмотря на огромное состояние и на положение в обществе, она была олицетворенная скромность. Она глядела почти сконфуженной роскошью своего дома, и если добродушие совместимо с большим светом, то им был пропитан весь её палаццо на Моховой. Принимали там хоть и все ту-же великосветскую толпу, но как-то по домашнему. Из двух  почти уж взрослых сыновей княгини, особенной симпатичностью отличался младший, Александр. Он был повторение матери. Не знаю человека более прямого и хрустально чистого.
 Скончалась от болезни сердца во Флоренции, похоронена в семейной усыпальнице в России.
У них родились дети:
- Александра (1847—1925), супруга Дмитрия Павловича Толстого (1843—1894). Владельцы усадьбы Грудиновка;
- Алексей (20.09.1848[6]—1912), егермейстер, с 1879 года женат на графине Марии Григорьевне Строгановой (1857—1920). В 1920 году она вместе с сыном Владимиром (1880—1920) и дочерью Александрой (1881—1920) была расстреляна большевиками в своём имении Немиров;
- Александр (1850—1915), камергер, с 1879 года женат на графине Ольге Александровне Строгановой (1857—1944);
- Мария (1860—1919 Флоренция), с 1886 года супруга атташе посольства в Лондоне и Вене князя Алексея Николаевича Долгорукого (1862 или 1872—1914). Разведены в 1902 году. Брак бездетный. Мария похоронена во Флоренции.

Дети
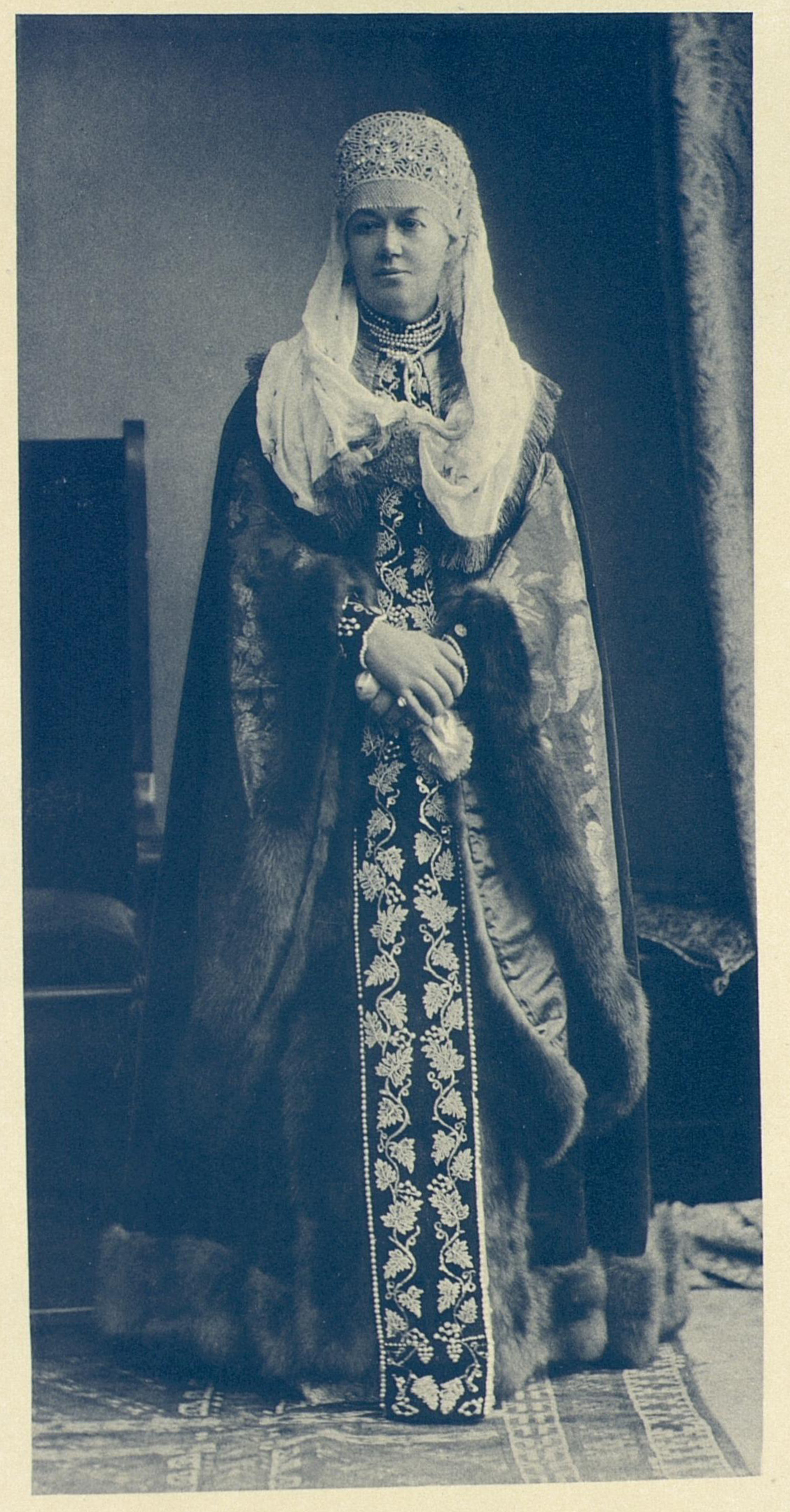
Александра
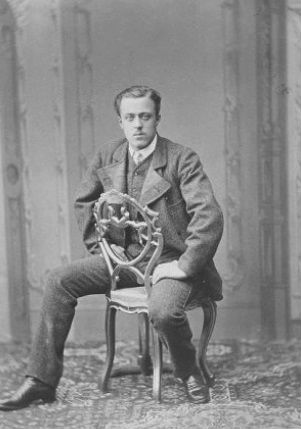
Алексей
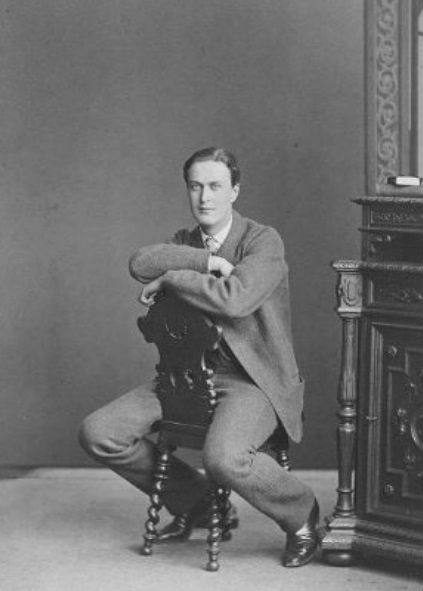
Александр

## Почётные звания
- Почётный член Санкт-Петербургского университета (1858);
- Почётный член Санкт-Петербургского Филармонического общества (1864)[7].